# Conseil municipal de Los Angeles
Le conseil municipal de Los Angeles (en anglais : Los Angeles City Council) est l’organe législatif de la ville de Los Angeles.
Le conseil est composé de 15 membres élus dans des circonscriptions uninominales pour un mandat de quatre ans. Le président du conseil et le président pro tempore sont choisis par le conseil lors de la première réunion ordinaire du mandat (après le 30 juin les années impaires jusqu’en 2017 et le deuxième lundi de décembre les années paires à partir de 2020). Un président intérimaire est nommé par le président.
En 2020, le salaire annuel des membres du conseil était de 207 000 $ par an, ce qui est l’un des salaires les plus élevés du conseil municipal du pays. Les réunions ordinaires du conseil ont lieu à l’hôtel de ville les mardis, mercredis et vendredis à 10 h, sauf les jours fériés ou si une résolution spéciale le décide.